# Anché, Vienne

Anché este o comună în departamentul Vienne, Franța. În 2009 avea o populație de 315 de locuitori.